# Poesia epica mediolatina
Il genere epico nella letteratura latina medievale presenta alcune caratteristiche peculiari rispetto all'epica classica. I punti di riferimento fondamentali sono l'influenza del cristianesimo e il costante confronto con il modello virgiliano.

## L’eredità dell’epica antica
Nel mondo antico occidentale, il concetto di “genere epico” era associato all’Eneide. Virgilio era il modello di poesia a cui la latinità si ispirava, erede della tradizione omerica. Accanto al principale modello epico, potevano affiancarsi saltuariamente Stazio e Lucano.
Una vera e propria codificazione del genere epico non esisteva nell’antichità: il concetto di “genere” come “programma” è un’acquisizione moderna che gli antichi non possedevano, per quanto venisse riconosciuta l’epica come genus mixtum (genere misto) in cui confluivano il genus exegeticum (genere narrativo) e il genus dramaticum (genere teatralizzante). Tuttavia, il genere epico possedeva alcuni principi compositivi come l’unità dell’argomento, l’estensione del testo, l’alternanza di parti narrative, discorsi, excursus e cataloghi e da ultimo la probabile origine cantata o recitata, che affonda spesso la propria tradizione in racconti folklorici o nati in forma orale prima che scritta.
Oltre a Virgilio, un modello imprescindibile soprattutto per la componente etica della poesia epica del Medioevo è Prudenzio, autore della Psycomachia, il primo modello di poema allegorico e dottrinale che avrà notevole fortuna anche nelle letterature volgari. Debitrice delle battaglie virgiliane, nella Psycomachia i Vizi vengono sconfitte dalle opposte Virtù personificate.
Alla luce di questi modelli e delle loro caratteristiche, sarebbe bene comprendere come il mondo medievale abbia percepito, accolto e modificato queste istanze.

## L’epica medievale
Per quanto Aratore e Giovenco siano stati considerati autori di poemi epici, in realtà loro hanno scritto rispettivamente delle parafrasi degli Atti degli Apostoli e dei Vangeli. Quando i cristiani iniziano a diffondersi nei territori dell’impero, la lingua da loro utilizzata è semplice, influenza dal greco e lontano dalla prosa classica di stampo ciceroniano. Il nuovo modello è la Bibbia, scritta in un latino più semplice, con influssi volgari, risemantizzazione di concetti pagani e prestiti da altre lingue: una lingua attraverso cui predicare e rendere accessibile la nuova religione al popolo. L’obiettivo fondamentale non era quello di creare un “epos di Cristo”, ma quello di nobilitare la forma dei testi cristiani per cercare di legittimarne il contenuto anche presso quella élite tardo-antica ancora legata antico alla tradizione classica: l’obiettivo era quello di trasmettere la Verità biblica attraverso l’arte poetica.
Le prime vere sperimentazioni di “epos biblico” risalgono ai secoli V-VI. Claudio Mario Vittorino, scrive l’Alethia, in cui l’argomento biblico viene corredato, nei punti più scarni di narrazione, di elementi totalmente inventati come battaglie o excursus didascalici alla maniera classica.
Il contenuto della Genesi e dell’Esodo vengono affrontati in un poema molto diffuso nel Medioevo: il De spiritualis historiae gestis di Avito di Vienne (secolo VI), diviso in 5 libri (De initio mundi, De originali peccato, De sententia Dei, De diluvio mundi, De transitu Maris Rubri). Dopo Avito, l’“epos biblico” scompare per qualche secolo, mentre continuano le traduzioni, sia in latino sia in medio alto tedesco (come il Liber Evangeliorum di Otfrid di Weissenburg o l’Aurora di Pietro Riga). L’altro grande esempio di “epos biblico” medievale è il cosiddetto Liber Eupolemii, scritto probabilmente in area tedesca (forse alta renania) a cavallo fra i secoli XI e XII che narra alla maniera epica lo scontro fra le forze del bene (gli Agatidae), comandate da Agato, e le forze del male (gli Apolidae) comandate da Caco.
Accanto al cosiddetto “epos biblico”, a partire dall’età carolingia si sviluppa un filone di poesia epica fortemente incentrato sul modello del panegirico, in cui la storia contemporanea diventa argomento dell’epica, come negli autori tardo-antichi come Claudiano (autore del De bello Gothico, De bello Gildonico, De consulatu Stilichonis e il De tertio consulatu Honorii Augusti) e Flavio Cresconio Corippo (autore della Iohannis e del In laudem Iustini). A partire dall’età carolingia, la tradizione epica del Medioevo germanico e romanzo comincia con l’Epos di Aquisgrana (o Karolus Magnus et Leo papa) composto intorno all’801 in lode di Carlo Magno, di cui si esalta l’attività edilizia della capitale dell’impero, Aquisgrana, su modello della fondazione di Cartagine e di Roma, come nell’Eneide. L’opera, di cui oggi rimane solo il terzo libro (avrebbe dovuto contenerne quattro), prende spunto dalle opere di Corippo e presumibilmente doveva concludersi con l’incoronazione di Carlo a Roma nella notte di Natale dell’800, ad opera di papa Leone III.
A partire dal secolo IX, i componimenti epici di storia contemporanea fondamentali sono i Gesta Hludovici di Ermoldo Nigello, organizzati in 4 libri, che hanno al centro la figura di Ludovico il Pio; i Bella Parisiacae Urbis, di Abbone di Saint-Germain-des-Prés che racconta dell’assedio dei Parigi da parte dei Dani, cioè i Normanni; i Gesta Berengarii, che raccontano dello scontro di Berengario I del Friuli con Guido da Spoleto con toni che ricordano lo scontro fra Enea e Turno; il De Hastingae Proelio, tramandato in forma incompleta, che narra della battaglia di Hastings del 1066 con il conseguente arrivo di Guglielmo il Conquistatore in Inghilterra; gli Annales de Gestis Caroli Magni imperatoris, tramandato sotto il nome dell’anonimo Poeta Saxo, datato fra l’888 e l’891. Per il basso Medioevo, i componimenti epici sono più che altro delle versificazioni esornative della storiografia già esistente e mantengono così l’impronta fortemente panegiristica (come la Philippis di Guglilmo il Bretone, in lode del capetingio Filippo II Augusto).